# If I'm Dyin', I'm Lyin'
"If I'm Dyin', I'm Lyin'" (em português, "Que Caia um Raio na Minha Cabeça") é um episódio da série animada da FOX Uma Família da Pesada. Foi o décimo sexto a ser exibido de toda a série. Foi produzido para a primeira temporada, mas foi ao ar durante a segunda temporada. Participaram como convidados Martin Mull como Mr. Harris e Fred Tatasciore como Chevy Chase.

## Enredo
Chris tem falhado na escola recentemente, e Lois o proíbe de assistir televisão até que suas notas melhorem. Ela sugere que Peter ajude o filho a estudar. De imediato, o marido mente para a esposa sobre os estudos, desse jeito, ele e Chris poderão assistir o programa favorito de ambos, Gumbel 2 Gumbel: Beach Justice, um drama criminoso com os irmãos Bryant e Greg Gumbel. No entanto, ficam desapontados ao descobrir que o programa foi cancelado. Para que volte a ser exibido, Peter decide falar para a fundação Grant-a-Dream que seu filho sofre de uma doença terminal inventada chamada "tumorsífilisitisosis", cujo sintoma é o crescimento de mamilos gigantes (na verdade, fatias de pepperoni) sobre o torso, e que poder assistir o programa seria o seu último desejo durante a vida.
Por causa disso, (e porque todo mundo pensa que o nome da doença é sexy) um acordo é intermediado entre a Grant-a Dream e NBC, no qual Gumbel 2 Gumbel será exibido novamente se a NBC tiver os direitos de filmagem da morte de Chris. Peter fica contente com a volta do programa e seu filho usa sua "doença" para ter vantagens escolares. No entanto, Peter fica em pânico ao saber que várias pessoas de luto estão em frente a sua casa fazendo uma vigília a luz de velas. Quando o canal vem reivindicar parte do acordo, Lois descobre sobre o acontecido e fala para seu marido contar a verdade. Porém, ele fica sabendo que teria que ser preso por fraude a uma organização de caridade. Em um ato de desespero, afirma que curou Chris com seus novos poderes de cura descobertos e se livra do problema.
Peter consegue uma grande reputação por ser um curador, e as pessoas começam a adorá-lo como Deus, fazendo com que ele mesmo tenha um complexo de Messias; seus seguidores passam a se vestir como ele e constroem uma estátua de ouro do ídolo. Lois e Brian, contudo, continuaram a pedir que Peter admita que não é um Deus para que não fosse castigado pelo verdadeiro Deus. Pouco tempo depois, a casa dos Griffins recebe seis pragas. A luz acaba no lar, Brian é coberto por pulgas, Chris desce da escada com furúnculos em toda a sua face e enquanto Meg dava banho em Stewie, a água da banheira se transforma em sangue (para o prazer do bebê). Embora Peter admita que não é Deus e pede perdão à santidade, Chris é esmagado pela estátua de ouro na praga final (morte do primeiro filho). Seu pai continua a pedir perdão até que Deus, sabendo que deu a lição, finalmente para com as pragas e poupa a vida de Chris.

## Controvérsia
Em junho de 2003, Igor Smykov processou o canal de televisão russo REN TV afirmando que Uma Família da Pesada, juntamente com Os Simpsons, "degenerava moralmente e promovia drogas, violência e homossexualidade." Como evidência, "Que Caia um Raio na Minha Cabeça" foi exibido ao juiz para provar que Uma Família da Pesada mostrava uma família disfuncional, e assim, não deveria ser exibido novamente no canal. O caso foi retirado após um dia.

## Recepção
Em uma avaliação de 2008, Ahsan Haque da IGN classificou o episódio em 7.9/10, dizendo que enquanto "Que Caia um Raio na Minha Cabeça" é algo que "vale a pena assistir", "não é tão divertido" como a maioria dos episódios da segunda temporada. Disse que a sequência de Gumbel 2 Gumbel foi o ponto principal do episódio. O criador do programa Seth MacFarlane disse que esse foi um dos episódios menos divertidos de Uma Família da Pesada, depois de Pai Adotivo.